# کوه جینفو
کوه جینفو (به انگلیسی: Mount Jinfo) (کوه بودای طلایی، Jinfoshan, Chin Shan, Jinfushan, Chin fu shan, chin fo shan، چینی: 金佛山)، بلندترین قله کوه‌های دالُو است که در بالادست یانگ‌تسه و در منطقه نانچوان، در چونگ‌چینگ قرار دارد. جینفو شان کوهی ایزوله با صخره‌هایی به ارتفاع ۳۰۰ متر است که قله نسبتاً مسطح آن را احاطه کرده‌اند. پوشش گیاهی اصلی آن شامل جنگل‌های برگ‌ریز نیمه‌گرمسیری، جنگل‌های مخروطی و بوم‌سازگان کوهستانی است. افزون بر ویژگی‌های معمول کارست مانند دره‌ها، جنگل‌های سنگی و سیستم‌های غاری، کوه جینفو به خاطر تنوع استثنایی گیاهی خود، شامل ۴۷۶۸ گونه گیاهان دانه‌دار، شناخته شده است. این منطقه همچنین ممکن است زیستگاه جمعیت‌های طبیعی کمیاب کهن‌دار باشد. این منطقه همچنین پناهگاهی برای گونه‌های جانوری در معرض خطر وابسته به مناطق کارستی، از جمله دم‌بلند فرانسوا، به‌شمار می‌رود. به دلیل ویژگی‌های برجسته کارستی و تنوع زیستی کم‌نظیر، کوه جینفو در سال ۲۰۰۱ در فهرست موقت میراث جهانی قرار گرفت و در سال ۲۰۱۴، به عنوان بخشی از کارست جنوب چین در فهرست میراث جهانی یونسکو ثبت شد.

## جغرافیا
کوه جینفو یک کوه سینکلینال است. سکوی فوقانی و تراس‌های آن از سنگ آهک دوره پرمین با ارتفاع حدود ۲۰۰۰ متر از سطح دریا تشکیل شده‌اند. در سطح و زیر زمین این منطقه، پدیده‌های کارستی در مقیاس وسیع مشاهده می‌شود. در بخش میانی کوه جینفو، از ارتفاع ۱۰۰۰ تا ۱۵۰۰ متر، شیل و ماسه‌سنگ‌های دوره سیلورین قرار گرفته‌اند. بخش پایینی کوه جینفو بر روی لایه‌هایی از سنگ آهک و دولومیت دوره‌های کامبرین و اردویسین استوار است. در این منطقه، اشکال مختلف کوچک و خردکارست فراوانی شکل گرفته‌اند. کوه جینفو دارای پرتگاه‌ها و دره‌های متعددی است که در آن، دامنه شمالی شیب تندی دارد در حالی که دامنه جنوبی ملایم‌تر است. ژئومورفولوژی کوه جینفو را می‌توان به دو دسته تقسیم کرد:
1. دره‌های بخش پایینی کوه جینفو که در ارتفاع حدود ۸۰۰ تا ۱۲۰۰ متر از سطح دریا قرار دارند و ارتفاع نسبی آن‌ها حدود ۵۰۰ متر است. این دره‌ها در نتیجه فرسایش و بریدگی رودخانه‌ها شکل گرفته‌اند.
2. سکوی میانی کوه که در ارتفاع بیش از ۱۲۰۰ متر از سطح دریا در کوه‌های جینفو، بوجی و چینگبا توزیع شده است. ارتفاع نسبی این بخش بین ۵۰۰ تا ۱۰۰۰ متر متغیر است. جهت گسترش این کوه‌ها مطابق با خط تکتونیکی منطقه است. قله‌های این کوه‌ها بقایای یک سطح فرسایشی هستند.[۶]

## آب‌وهوا
این منطقه در ناحیه اقلیمی موسمی مرطوب نیمه‌گرمسیری قرار دارد. میانگین دمای سالانه در قله کوه ۸٫۲ درجه سانتی‌گراد و میزان بارش سالانه ۱۴۳۴٫۵ میلی‌متر است.